# Бішарі (район)
Бішарі (араб. قضاء بشري) — один з 25 районів Лівану, входить до складу провінції Північний Ліван. Адміністративний центр — м. Бішарі. На півночі межує з районами Згарта та Мініє-Даніє, на півдні — з районом Батрун, на заході — з районом Кура, на сході — з районом Баальбек.
Адміністративно поділяється на 11 муніципалітетів.
| Ліван | Це незавершена стаття з географії Лівану. Ви можете допомогти проєкту, виправивши або дописавши її. |